# Carlos Mendieta (piłkarz)
Carlos Mendieta (ur. 3 listopada 1979) – nikaraguański piłkarz występujący na pozycji bramkarza. Zawodnik klubu Real Estelí.

## Kariera klubowa
Mendieta karierę rozpoczynał w 2001 roku w zespole Diriangén FC. W sezonie 2003/2004 wywalczył z nim mistrzostwo fazy Clausura. W 2004 roku odszedł do Parmalatu Managua. Spędził tam rok, a potem przeszedł do Realu Estelí. Od tego czasu wywalczył z nim 3 mistrzostwa Nikaragui (2007, 2008, 2009), 3 mistrzostwa fazy Clausura (2010, 2011, 2012) oraz mistrzostwo fazy Apertura (2011).

## Kariera reprezentacyjna
W reprezentacji Nikaragui Mendieta zadebiutował w 2001 roku. W 2009 roku został powołany do kadry na Złoty Puchar CONCACAF. Zagrał na nim w meczach z Meksykiem (0:2) oraz Gwadelupą (0:2), a Nikaragua zakończyła turniej na fazie grupowej.